# Juan Carlos García (cavaliere)
Juan Carlos García Triana (Bogotà, 2 ottobre 1967) è un cavaliere colombiano naturalizzato italiano.

## Biografia

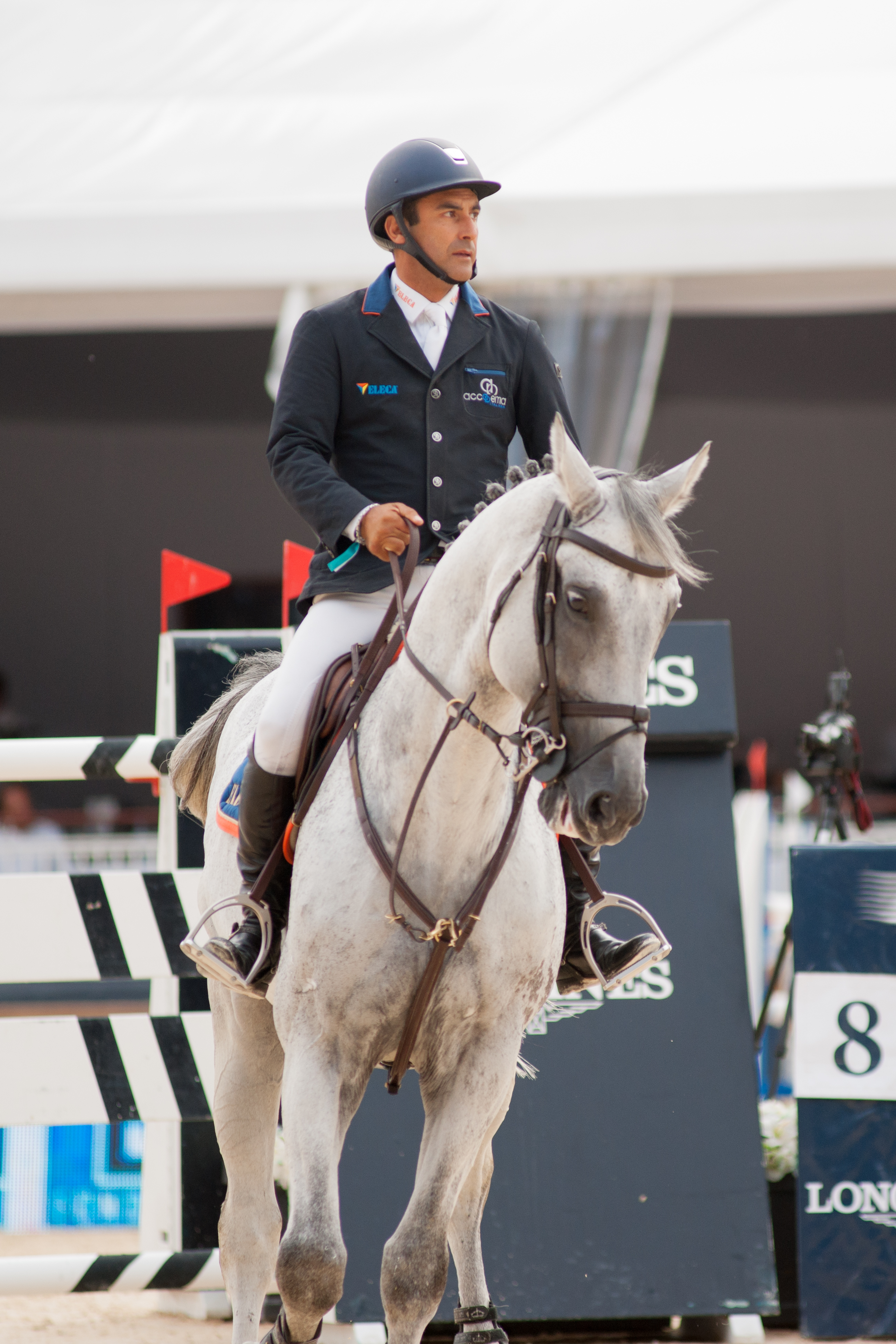
García nel 2013 a cavallo di Blue Boy Van Berkenbroeck

Nato nel 1967 a Bogotà, capitale della Colombia, ha iniziato a praticare l'equitazione a 12 anni.
A 21 anni ha partecipato ai Giochi olimpici di Seul 1988, rappresentando il suo Paese di nascita con il cavallo Buenos Aires e venendo eliminato nel turno di qualificazione del salto ostacoli individuale, terminando 50º totale.
4 anni dopo, a 24 anni, ha preso di nuovo parte alle Olimpiadi, quelle di Barcellona 1992, a cavallo di Quel Type d'Elle, sia nel salto ostacoli individuale, dove è riuscito ad accedere al secondo turno, senza però venire classificato, sia nel salto ostacoli a squadre, con Hugo Gamboa e Manuel Torres, dove è arrivato 18º con 175 punti di penalità, 27,25 ottenuti da lui stesso.
Andato a vivere in Italia a 20 anni, dopo 4 anni prima in Belgio e poi in Francia, ha ottenuto la cittadinanza italiana nel 2003 e a 36 anni è tornato a competere ai Giochi, per la terza volta, 12 anni dopo l'ultima, rappresentando in questo caso l'Italia con il cavallo Albin III. Ad Atene 2004 ha partecipato a due gare: nel salto ostacoli individuale ha passato il 1º turno con nessuna penalità da 1º, il 2º con 1 penalità di tempo al 2º posto, il 3º con 8 penalità nel salto da 9º, mentre in finale ha ottenuto 8 penalità nel salto nel 1º turno, qualificandosi all'ultimo, dove ha concluso 16º con altre 8 penalità nel salto e 4 di tempo; nel salto ostacoli a squadre, invece, insieme a Roberto Arioldi e Bruno e Vincenzo Chimirri, si è piazzato 7º con 44 penalità, 9 ottenute da lui.
Nel 2009 ha conquistato la medaglia d'argento agli Europei di concorso completo di Fontainebleau nell'evento a squadre, con Susanna Bordone, Stefano Brecciaroli e Roberto Rotatori, a cavallo di Iman du Golfe, terminando dietro alla Gran Bretagna, e lo stesso metallo agli Europei di salto ostacoli di Windsor nella gara a squadre, insieme a Piergiorgio Bucci, Natale Chiaudani e Giuseppe D'Onofrio, su Hamilton de Perhet, chiudendo dietro alla Svizzera.
Ai Mondiali ha ottenuto come miglior risultato individuale il 46º di Aquisgrana 2006, a squadre l'11º di Lexington 2010.
È istruttore al G.E.S.E. di San Lazzaro di Savena, in provincia di Bologna.

## Palmarès

### Per l'Italia

#### Campionati europei di concorso completo
- 1 medaglia:
  - 1 argento (A squadre a Fontainebleau 2009)

#### Campionati europei di salto ostacoli
- 1 medaglia:
  - 1 argento (A squadre a Windsor 2009)